# Der Puppenspieler (unvollendeter Film)
Der Puppenspieler ist ein deutscher, unvollendet gebliebener Spielfilm nach der Novelle Pole Poppenspäler von Theodor Storm. Die Dreharbeiten zu dem unter der Regie von Alfred Braun gedrehten Film begannen am 5. November 1944 und wurden im April 1945 abgebrochen. Der unter der Herstellungsleitung von Veit Harlan und Fritz Thiery produzierte Film der UFA wurde etwa bis zur Hälfte abgedreht. Er gilt als eines der letzten Filmprojekte in Agfacolor während der Zeit des Nationalsozialismus.

## Handlung
Paul Paulsen, ein alter Webereibesitzer, erinnert sich an seine Jugend. Als Kind war er begeistert von einem Puppenspieler, der in der Stadt auftrat. Besonders angetan war er auch von Lisei, der Tochter des Puppenspielers. Jahre später trifft er sie in einem schwäbischen Städtchen wieder. Er hilft ihrem Vater, der zu Unrecht des Diebstahls verdächtigt wird. Paul heiratet Lisei und nimmt sie und ihren Vater mit, um in seiner Heimat die Werkstatt seines Vaters zu übernehmen.
Dort wird er jedoch verspottet, weil er sich als Bürger mit dem fahrenden Volk eingelassen hat. Als Liseis Vater mit seinen Puppen im Rathaus auftreten will, wird er Opfer eines bösen Streichs. Als der Puppenspieler vor Verzweiflung stirbt, wendet sich das Blatt. Am Grab des alten Mannes bitten die Bürger um Verzeihung für ihr schändliches Verhalten.

## Entstehungsgeschichte

### Vorgeschichte
1942 war Veit Harlans erster Farbfilm Die goldene Stadt äußerst erfolgreich in den Kinos gestartet. Der Regisseur hatte anschließende die Idee, seine nächsten drei Filme parallel zu drehen. Neben Immensee nach Theodor Storm und Opfergang nach Rudolf G. Binding, die beide tatsächlich auf diese Weise hergestellt wurden, wollte er zeitgleich auch Storms Novelle Pole Poppenspäler verfilmen. Entsprechend waren für den dritten Film ebenfalls die Hauptdarsteller Kristina Söderbaum sowie Carl Raddatz oder Paul Klinger vorgesehen. Auch sollten viele Nebenrollen in allen drei Projekten von den gleichen Schauspielern verkörpert werden. Es wurde errechnet, dass Harlans Herstellungsgruppe bei der UFA auf diese Weise drei Filme für den Preis von zwei Filmen hätte drehen können. In seiner Autobiografie erklärte der Regisseur später, dass Propagandaminister Joseph Goebbels zunächst darauf bestand, dass nur einer der drei Filme mit Harlans Ehefrau Kristina Söderbaum besetzt werden sollte. Das Projekt Der Puppenspieler wurde schließlich verschoben, damit Söderbaum zumindest in Immensee und Opfergang mitwirken durfte. Nachdem die beiden Filme Anfang 1943 abgedreht waren, erhielt Harlan den Auftrag für den Durchhaltefilm Kolberg, dessen Dreharbeiten sich bis August 1944 hinzogen.
Neben seinen eigenen Filmen betreute Veit Harlans Herstellungsgruppe seit 1942 auch die Produktion des Schwarzweißfilms Augen der Liebe. Dessen Regisseur Alfred Braun hatte seit dem 1940 entstandenen Propagandafilm Jud Süß mehrfach als Regieassistent und Drehbuchautor für Harlan gearbeitet. Propagandaminister Goebbels bezeichnete Brauns Regiedebüt Augen der Liebe, das letztlich erst 1951 in die Kinos kommen sollte, als „scheußlich“. Dennoch vertraute Harlan seinem Mitarbeiter Alfred Braun 1944 auch das seit zwei Jahren aufgeschobene Farbfilmprojekt Der Puppenspieler an.

### Dreharbeiten
Die Dreharbeiten fanden ab 4. November 1944 in Meldorf, Friedrichstadt und Lübeck statt. Kameramann Konstantin Tschet hatte bereits bei den Filmen Frauen sind doch bessere Diplomaten, Münchhausen und Die Frau meiner Träume Erfahrungen mit dem Agfacolor-Verfahren sammeln können. Für das Szenenbild waren die Filmarchitekten Erich Zander und Paul Köster verantwortlich. Regieassistent war Alfred Vohrer.
Trotz der Auswirkungen des Zweiten Weltkriegs wurden die Dreharbeiten erst im April 1945, wenige Wochen vor der bedingungslosen Kapitulation der Wehrmacht, abgebrochen. Der Film war zu diesem Zeitpunkt etwa zur Hälfte abgedreht und blieb unvollendet. Laut Theodor-Storm-Gesellschaft gelten die unveröffentlicht gebliebenen Filmfragmente als verschollen.

## Weitere Verfilmungen
- Pole Poppenspäler (Deutschland 1935) – Regie: Curt Oertel (mit Gerhard Hesselbach, Ines Campi)
- Pole Poppenspäler (DDR 1954) – Regie: Arthur Pohl (mit Heinz Höpner, Heliane Bei)
- Pole Poppenspäler (Fernsehfilm, Bundesrepublik Deutschland 1968) – Regie: Günther Anders (mit Walter Richter, Doris Masjos)